# Platja de l'Ardiaca
La platja de l'Ardiaca és una platja urbana del municipi de Cambrils (Baix Camp), la més meridional del municipi, que limita a llevant amb el torrent d'en Gené, que la separa de la platja de la Llosa, i a ponent amb la riera de Riudecanyes, al límit amb el terme municipal de Mont-roig del Camp, que la separa de la platja de Riudecanyes. Està formada per petites cales en forma d'U, protegides per espigons paral·lels a la costa. A més dels cursos d'aigua intermitents dels seus extrems, hi desemboca la riera de l'Ardiaca. Orientada al sud-sud-est, té una longitud de 1.765 metres i una amplada mitjana de 71 metres, formada per sorra fina i daurada barrejada amb petits còdols que arrossega el torrent, amb un pendent d'entrada a l'aigua suau. Compta amb servei de vigilància i socorrisme, rampa per a persones amb mobilitat reduïda, un oasi amb jocs infantils, lloguer de gandules i tendals, un camp de voleibol i guinguetes.
L'Agència Catalana de l'Aigua efectua un control quinzenal de la qualitat de l'aigua, durant la temporada de bany, amb el resultat d'excel·lent.
El 15 de març de 1938, durant la Guerra Civil espanyola, el vapor Isla de Menorca va ser atacat per un avió, quedant varat a la platja, afectat per l'impacte de les bombes, on va romandre fins al 1941, quan va ser desballestat.
El nom de la platja de l'Ardiaca prové de la partida homònima on està ubicada, ara un barri totalment urbanitzat, amb el mateix nom de l'Ardiaca. Possiblement se la va batejar d'aquesta manera per dependre del delegat del bisbe, un ardiaca.